# Letohrad (nádraží)
Letohrad je železniční stanice ve východní části města Letohrad v okrese Ústí nad Orlicí v Pardubickém kraji nedaleko řeky Tichá Orlice. Leží na jednokolejných tratích Týniště nad Orlicí – Letohrad a Ústí nad Orlicí – Lichkov (elektrizována soustavou 3 kV DC). Před staniční budovou je též umístěno městské autobusové nádraží.

## Historie
Stanice byla otevřena 10. ledna 1874 společností Rakouská severozápadní dráha (ÖNWB), která zprovoznila svou trať z Hradce Králové do Lichkova, 10. října téhož roku byla dokončena spojka na nové nádraží v Ústí nad Orlicí ležící na trati mezi Prahou a Olomoucí. 15. října 1875 ÖNWB stavebně prodloužila trať přes hranici do Pruska. Autorem univerzalizované podoby stanic pro celou dráhu byl architekt Carl Schlimp. Zřízena zde byla vodárna a také lokomotivní depo. Trasa byla výsledkem snahy o propojení železniční sítě ÖNWB severovýchodním směrem.
Po zestátnění ÖNWB v roce 1908 pak obsluhovala stanici jedna společnost, Císařsko-královské státní dráhy (kkStB), po roce 1918 pak správu přebraly Československé státní dráhy. Elektrický provoz byl ve stanici zahájen 29. prosince 1982, v roce 2008 byly troleje prodlouženy dále na Lichkov a státní hranici s Polskem.

## Popis
Nachází se zde dvě vnější nástupiště u budovy a jedno ostrovní nástupiště s přístupem podchodem. V budově nádraží provozuje Jindřich Beneš v podnájmu nádražní restauraci, která měla k dubnu 2023 nejvyšší uživatelské hodnocení na webech Firmy.cz a Mapy.cz ze všech restaurací v České republice.